# Зімновода (Великопольське воєводство)
Зімновода (пол. Zimnowoda, нім. Kaltwasser) — село в Польщі, у гміні Борек-Велькопольський Гостинського повіту Великопольського воєводства.
Населення — 477 осіб (2011).
У 1975-1998 роках село належало до Лешненського воєводства.

## Демографія
Демографічна структура станом на 31 березня 2011 року:
|          | Загалом | Допрацездатний вік | Працездатний вік | Постпрацездатний вік |
| -------- | ------- | ------------------ | ---------------- | -------------------- |
| Чоловіки | 251     | 49                 | 178              | 24                   |
| Жінки    | 226     | 37                 | 121              | 68                   |
| Разом    | 477     | 86                 | 299              | 92                   |